# نام استرالیا

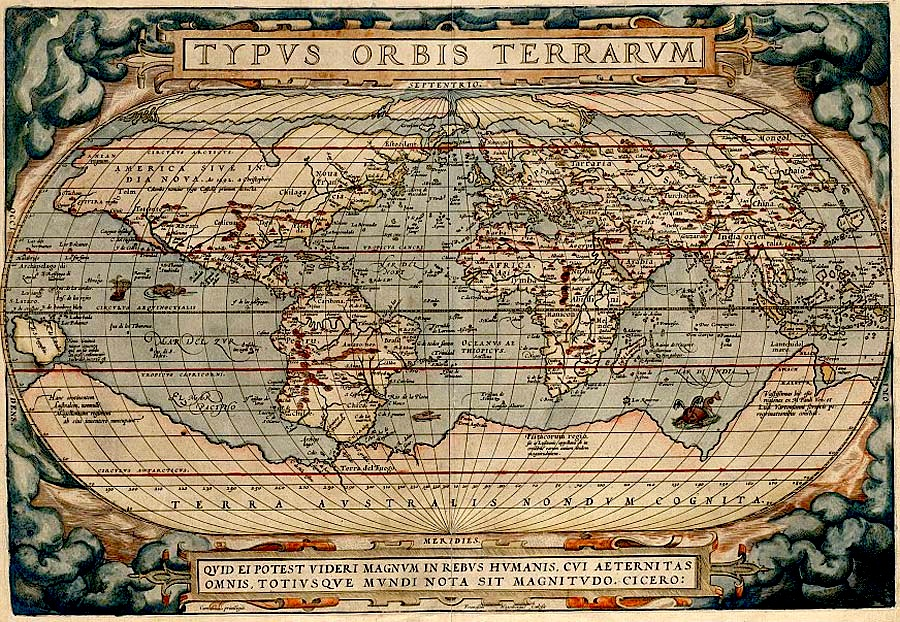
نقشه ای شامل Terra Australis که توسط نقشه‌بردار آبراهام اورتلیوس (1527-1598) در حدود 1570 کشیده شده است.

نام استرالیا (انگلیسی: Name of Australia) از کلمه لاتین australis به معنای «جنوبی» و به‌طور خاص از Terra Australis که در جغرافیای پیشامدرن بیان شده‌است، گرفته شده‌است. این نام توسط کاوشگر متیو فلیندرز از سال ۱۸۰۴ رایج شد و از سال ۱۸۱۷ به‌طور رسمی مورد استفاده قرار گرفت و جایگزین «نیوهلند»، ترجمه انگلیسی نام هلندی شد که برای اولین بار توسط آبل تاسمن در سال ۱۶۴۳ به عنوان نام این قاره اطلاق شده شد.

## تاریخ
نام استرالیا به دو قاره اطلاق شده‌است. در ابتدا در قاره قطب جنوب یا قاره ششم که اکنون به عنوان قطب جنوب شناخته می‌شود، استفاده می‌شد. این نام شکل کوتاه شده‌ای از Terra Australis (سرزمین ناشناخته جنوبی) است که یکی از نام‌هایی است که به توده زمینی تصور شده (اما کشف نشده) که تصور می‌شد قطب جنوب را احاطه کرده‌است، گرفته شده بود. اولین استفاده شناخته شده از نام استرالیا در لاتین در سال ۱۵۴۵ بود، زمانی که این کلمه در یک تصویر چوبی از کره زمین با عنوان «کره بادها» موجود در یک کتاب درسی اخترشناسی منتشر شده در فرانکفورت درج شد. در قرن نوزدهم، نام استرالیا دوباره به نیوهلند، قاره پنجم اختصاص یافت. پس از آن، قاره قطبی جنوبی برای حدود هشتاد سال بی نام ماند تا اینکه نام جدید قطب جنوب برای آن انتخاب شد.

## مشترک المنافع استرالیا
کشور مستقل استرالیا، که در سال ۱۹۰۱ توسط فدراسیون شش مستعمره بریتانیا تشکیل شد، به‌طور رسمی به عنوان مشترک المنافع استرالیا شناخته می‌شود که به اختصار در قانون اساسی مشترک المنافع استرالیا و قانون اساسی استرالیا به «مشترک المنافع» خوانده می‌شود.

## اوز
این کشور از اوایل قرن بیستم توسط مردم خارج از کشور در زبان عامیانه اوز نامیده می‌شد. و توسط استرالیایی‌ها در زمان‌های اخیر.
فرهنگ لغت انگلیسی آکسفورد اولین مورد را در سال ۱۹۰۸ به شکل Oss ثبت کرده‌است.